# 犯罪组织列表
此条目排列了犯罪组织，包括有组织犯罪集团，犯罪团伙，或其他以违法取道而获得经济来源组织（恐怖组织虽然属于犯罪组织的一种形式，但其性質大多有別於一般為牟利而存在的犯罪組織，大部分恐怖組織均存在極端政治立場或宗教信仰。因此需要另外建立

## 亚洲
- 詳 金三角贩毒地区中國大陆

- 青帮
- 袍哥（哥老会）
- 三合會
- 砍手党
- 洪门
- 斧头帮
- 天安社
- 大中华佛国
- 道德金门教

### 香港
- 新義安
- 14k
- 和勝和
- 和安樂
- 和合圖

### 澳門
現時當地黑道的主導勢力均為香港三合會的分支（新義安、聯公樂、14K、水房、和合桃、湖南幫、福義興、和勝義……）；以下全是以澳門為總部的幫派（多數已轉營並很少涉足江湖，有些甚至銷聲匿跡……）：
- 友聯（友聯體育總會）[1]
- 友樂（友樂文娛體育會）[2]
- 利廬（利盧體育會）[3]
- 同義（同義體育會）
- 三巴堂
- 新義
- 加義（澳門加義體育會）[4]
- 友和
- 尚義堂
- 群英（群英體育會）
- 合義
- 黃館（黃昌國術體育會）[5]
- 家樂
- 八區仔（嚴格來説不算黑幫）

### 台湾
- 竹聯幫
- 天道盟
- 四海幫
- 松聯幫
- 飛鷹幫
- 北聯幫
- 大湖幫
- 七賢幫
- 西北幫
- 洪門
- 青幫
- 三光幫
- 竹東三環幫
- 三環幫、小南門幫、黃昏市場幫、龍山寺口、華山幫、萬國口、芳明館、牛埔幫、十三鐵衛幫、大樹林幫、華西街幫
- 頭北厝、河溝頭幫、堀江町、會社尾、崁頂庄、加蚋仔、頂厝庄、中庄幫、下厝庄、四崁仔、豬屠口、大龍峒、文山幫、沙仔地幫、苓仔寮、十五神虎、至尊盟、風飛沙幫、黑人家族
- 拉丹幫（泰籍勞工）
- 越南幫（越籍勞工）
- 爪哇幫（印尼籍勞工）

### 馬來西亞
- 三百六（360）
- 洪顺堂
- 洪门
- 凤凰山
- 北海同
- 皇庭500（马来帮）

- Omega（马来帮）
- 三八六
- 三六零
- 三八二一
- 四隆仔40
- 08
- 二四
- 仁义堂【泗仁】
- 義鳳山[253]
- 月山社
- 强兴阁【三二】
- 义红英
- 五色旗（547）
- 洪顺堂【三川】
- 金兰社【3821】
- 义南阁 (265）
- 联英社
- 二一公司（华印）
- 77（马来帮）
- 04（印裔）
- 18/04（華记/四窿）
- 24
- 伍龙公司（峇株巴辖24）
- 小黑龙（新山24）

### 日本
- 山口組
- 住吉會
- 稻川會

### 韓國
（조폭）
- 釜山 - 七星派（칠성파；李氏）
- 光州 - 西方派（서방파；金氏）

### 越南
- 「平川派」（英文：Binh Xuyen、日文：ビン・スエン派（日语：ビン・スエン派））
- 5T（英语：5T (gang)）（悉尼的越裔幫派）
- 天生殺手幫（英语：Born to Kill (gang)）（紐約的越裔幫派）
- 华记

## 欧洲

### 意大利
- 西西里的黑手黨（Mafia ）、Stidda（意大利语：Stidda）
- 那不勒斯 - 卡莫納
- 卡拉布里亞 - 光榮會
- 普利亞 - 聖冠聯盟（意大利语：Sacra Corona Unita）（1500-2000名、47個家族）
- 威尼托 - Mala del Brenta

### 法國
- 科西嘉黑手黨（英语：Corsican mafia）

### 英國
- 克勒肯韋爾犯罪集團（亞當斯家族）（英语：Clerkenwell crime syndicate） - 13個家族
- 安里夫犯罪家族（英语：Arifs (gang)）（ 戴利-虎斑家族的延續，倫敦的土耳其黑手黨）
- 曼徹斯特
  - 高尚街幫（英语：Quality Street Gang）
  - 努南犯罪家族（英语：Desmond Noonan）

### 蘇格蘭
- - 麥戈文犯罪家族（McGovern crime family）
  - 萊昂斯犯罪家族（Lyons crime family）
  - 丹尼爾犯罪家族（Daniel crime family）
  - 麥格勞犯罪家族（McGraw crime family）

### 阿爾巴尼亞
- 黑手黨（英语：Albanian mafia）

### 俄羅斯
- 俄羅斯黑手黨

### 瑞典
- 烏普薩拉聯盟（黑手黨）
- 納賽爾聯盟

## 大洋洲

### 澳大利亚
墨尔本
1. 富茨克雷男孩（Footscrazy Boys）
```
2. 陽光男孩（骯髒20）-
```

```
3. DSC（骯髒的聖克里普斯）
```

```
4. KBK（回扣船員）
```

```
5. HCB（霍珀穿越男孩）
```

```
6. 威勒比血族（Wezza Bloods）
```

```
7. KPC（國王公園船員）
```

```
8. D區（鹿園）
```

```
9. YSNK（年輕聖奧爾本斯北國王公園）
```

```
10. STA（聖奧爾本斯）
```

```
11. 拉弗頓男孩
```

```
12. YRB（里士滿年輕男孩）
```

```
13. YK（Yellow Klips）是墨爾本實力雄厚的街頭幫派之一。 它已經存在十多年了，目前由第三代掌控。
```

```
14. AVB（阿斯科特維爾男孩）
```

```
15. NMB（北墨爾本男孩）
```

```
16. 肯辛頓男孩
```

```
17. 弗萊明頓男孩
```

```
18. MBML（我的兄弟，我的生活）
```

```
19. CLW（不確定它代表什麼）
```

```
20. ETB（東帝汶男孩）
```

```
21. 丹德農男孩
```

```
22. C-Town Soldiers（克蘭伯恩）
```

```
23. 布羅德梅多斯男孩
```

```
24. 科堡萊博斯（科堡男孩）
```

```
25. 馬瑞巴農男孩
```

```
26. EthioRydaz（衣索比亞）
```

```
27. 水庫血
```

```
28. 布雷布魯克男孩
```

```
29. 托特納姆熱刺隊
```

```
30. M C-Un1tz（多元文化團體）
```

```
31. 阿爾敦男孩（阿爾托納）
```

```
32. SKS（Sunshine、Kealba、St. Albans -OR- St. Albans、Kealba、Sydenham）是墨爾本最激進、最活躍的幫派。
```

```
34. JSC（少年陽光瘸子）
```

```
35. 墨爾本SUN Yee On -Yee On（墨爾本CBD、Boxhill、Altona、St. Albans、West Sunshine、Deer Park、North Melbourne） 2007年至2012年間發展迅速，擁有墨爾本最大的會員。
```

### 紐西蘭
紐西蘭全國有70多個犯罪組織，超過4000名黑幫份子在活躍。
- 黑暗力量（黑人權力）（英语：Black Power (New Zealand)）
- 雜種團伙（英语：Mongrel Mob）

## 美洲

### 美國
- 黑手黨 - 26家族（紐約-5大家族）
- MS-13
- 洛杉磯的18街幫（英语：18th Street gang）
- 美國猶太幫
- 瘸幫
- 血幫

#### 美国华裔
- 舊金山的華青幫
  - Sunny  side
  - Flip  side
  - MP  Side
  - TW  Side
  - East Bay  Side
  - Paul  Side
  - Ken  Side
  - Alhambra Hell  Side
  - Ocean  Side
  - Frisko  Side
- 協勝堂（英语：Hip Sing Tong）
  - 飛龍幫（英语：Flying Dragons）（街頭幫派）
- 安良堂
  - 鬼影幫（英语：Ghost Shadows）（街頭幫派）

### 中美
- MS-13

### 巴西
- PCC（葡萄牙语：Primeiro Comando da Capital）

### 墨西哥
販毒集團
- 海灣販毒集團（西班牙语：Cártel del Golfo）
- 瓜達拉哈拉販毒集團
- 錫納羅亞販毒集團
- 華雷斯販毒集團（西班牙语：Cártel de Juárez）
- 科利马販毒集團（西班牙语：Cártel de Colima）
- 蒂華納販毒集團（西班牙语：Cártel de Tijuana）

### 哥倫比亞
販毒集團
- 卡利集團
- 麥德林販毒集團（英语：Medellín Cartel） - 巴勃羅·埃斯科瓦爾
- 北斯德瓦里販毒集團（英语：Norte del Valle Cartel）
- 北海岸販毒集團（英语：North Coast Cartel）

## 來源
1. ↑  https://www.inmediahk.net/node/1081447
2. ↑  .   [2024-11-06] （中文（臺灣））.
3. ↑  . macaumemory.mo.   [2024-11-06].
4. ↑  力報. . 力報.   [2024-11-06].
5. ↑  . www.chengpou.com.mo.   [2024-11-06].